# Liste der Kulturdenkmale in Rathen

Stadtwappen von Rathen

Die Liste der Kulturdenkmale in Rathen enthält die Kulturdenkmale in Rathen.
Die Anmerkungen sind zu beachten.
Diese Liste ist eine Teilliste der Liste der Kulturdenkmale im Landkreis Sächsische Schweiz-Osterzgebirge. 

Diese Liste ist eine Teilliste der Liste der Kulturdenkmale in Sachsen.

## Legende
- Bild: Bild des Kulturdenkmals, ggf. zusätzlich mit einem Link zu weiteren Fotos des Kulturdenkmals im Medienarchiv Wikimedia Commons. Wenn man auf das Kamerasymbol klickt, können Fotos zu Kulturdenkmalen aus dieser Liste hochgeladen werden:
- Bezeichnung: Denkmalgeschützte Objekte und ggf. Bauwerksname des Kulturdenkmals
- Lage: Straßenname und Hausnummer oder Flurstücknummer des Kulturdenkmals. Die Grundsortierung der Liste erfolgt nach dieser Adresse. Der Link (Karte) führt zu verschiedenen Kartendiensten mit der Position des Kulturdenkmals. Fehlt dieser Link, wurden die Koordinaten noch nicht eingetragen. Sind diese bekannt, können sie über ein Tool mit einer Kartenansicht einfach nachgetragen werden. In dieser Kartenansicht sind Kulturdenkmale ohne Koordinaten mit einem roten bzw. orangen Marker dargestellt und können durch Verschieben auf die richtige Position in der Karte mit Koordinaten versehen werden. Kulturdenkmale ohne Bild sind an einem blauen bzw. roten Marker erkennbar.
- Datierung: Baubeginn, Fertigstellung, Datum der Erstnennung oder grobe zeitliche Einordnung entsprechend des Eintrags in der sächsischen Denkmaldatenbank
- Beschreibung: Kurzcharakteristik des Kulturdenkmals entsprechend des Eintrags in der sächsischen Denkmaldatenbank, ggf. ergänzt durch die dort nur selten veröffentlichten Erfassungstexte oder zusätzliche Informationen
- ID: Vom Landesamt für Denkmalpflege Sachsen vergebene, das Kulturdenkmal eindeutig identifizierende Objekt-Nummer. Der Link führt zum PDF-Denkmaldokument des Landesamtes für Denkmalpflege Sachsen. Bei ehemaligen Kulturdenkmalen können die Objektnummern unbekannt sein und deshalb fehlen bzw. die Links von aus der Datenbank entfernten Objektnummern ins Leere führen. Ein ggf. vorhandenes Icon  führt zu den Angaben des Kulturdenkmals bei Wikidata.

## Kurort Rathen
| Bild                                    | Bezeichnung                                                                                 | Lage                              | Datierung                                          | Beschreibung | ID       |
| --------------------------------------- | ------------------------------------------------------------------------------------------- | --------------------------------- | -------------------------------------------------- | --- | -------- |
|                                         | Denkmalschutzgebiet Rathen                                                                  |                                   |                                                    | Vorschlag für ein Denkmalschutzgebiet | 09300016 |
| Weitere Bilder                          | Gierseilfähre                                                                               | (Karte)                           | 1954                                               | letzte vor der Wende gebaute und noch in Funktion befindliche Fähre Sachsens, zudem markanteste und bekannteste Gierseilfähre der Region, auch deutschlandweit herausragend, somit singulär und von besonderer technikgeschichtlicher Bedeutung, zudem ortsbildprägend. Personenfähre über die Elbe zwischen Niederrathen und Oberrathen am Flusskilometer 22,7, zugelassen für 348 Personen, 1954 in Laubegast gebaut, Pass-Nummer 11 M 51 – 110 (alt) bzw. 15 M 22 – 44 (neu), Eichbezeichnung E. Dn. 267 v. 31.07.1954. | 09223912 |
| Weitere Bilder                          | Transformatorenhäuschen                                                                     | (Karte)                           | um 1910                                            | turmartiger Putzbau über Natursteinsockel, im unteren Drittel Eckquaderung, Satteldach mit Biberschwanzdeckung, baugeschichtlich und technikgeschichtlich von Bedeutung. | 09304473 |
|                                         | Wegweisersäule (Wegestein)                                                                  | Am Grünbach 2 (vor) (Karte)       | bez. 1926                                          | Sandsteinstele mit Kugelaufsatz und Inschrift, verkehrsgeschichtlich von Bedeutung. Inschrift: „Errichtet v. Geb. Ver. Ortsgr. Rathen.“ Die Säule am Zugang zum Amselgrund wurde 1926 von der Ortsgruppe Rathen im Gebirgsverein für die Sächsische Schweiz errichtet. | 09223875 |
|                                         | Wohnhaus                                                                                    | Am Grünbach 6; 7 (Karte)          | Anfang 19. Jh.                                     | Obergeschoss Fachwerk, baugeschichtlich von Bedeutung | 09223874 |
|                                         | Wohnhaus und Stützmauer                                                                     | Am Grünbach 8 (Karte)             | Anfang 19. Jh.                                     | Obergeschoss Fachwerk, baugeschichtlich von Bedeutung | 09223873 |
| Weitere Bilder                          | Wohnhaus (Umgebinde)                                                                        | Am Grünbach 9 (Karte)             | 1757/1795 Dendro                                   | Obergeschoss Fachwerk, Giebelseite verbrettert, baugeschichtlich von Bedeutung | 09223893 |
| Weitere Bilder                          | Burgruine Altrathen                                                                         | Am Grünbach 11 (Karte)            | mittelalterlich; erste Erwähnung 1289 (Burganlage) | Burg Altrathen – ehemalige Burganlage mit Wohnturm, Vorhof, Innenhof und Umfassungsmauer – baugeschichtlich und ortsgeschichtlich von Bedeutung. | 09223895 |
| Weitere Bilder                          | Staumauer des Amselsees                                                                     | Amselgrund (Karte)                | 1934                                               | baugeschichtlich und technikgeschichtlich von Bedeutung | 09223880 |
| Weitere Bilder                          | Wegestein                                                                                   | Amselgrund (Karte)                | 19. Jh.                                            | verkehrsgeschichtlich von Bedeutung. Wegesäule (Sandstein), insgesamt drei steinerne Wegweiser in Rathen vorhanden. | 09223879 |
| Direkt Bild zu diesem Denkmal hochladen | Wohnhaus über winkligem Grundriss                                                           | Amselgrund 1 (Karte)              | Anfang 19. Jh.                                     | Obergeschoss Fachwerk, ohne jüngeren Anbau, baugeschichtlich von Bedeutung | 09223876 |
| Direkt Bild zu diesem Denkmal hochladen | Wohnhaus                                                                                    | Amselgrund 2 (Karte)              | um 1800                                            | Obergeschoss Fachwerk, zum Teil verputzt, baugeschichtlich von Bedeutung | 09223882 |
| Direkt Bild zu diesem Denkmal hochladen | Wohnhaus und Stützmauer                                                                     | Amselgrund 4 (Karte)              | Anfang 19. Jh.                                     | Obergeschoss Fachwerk, baugeschichtlich von Bedeutung | 09223881 |
| Weitere Bilder                          | Wohnstallhaus (Umgebinde)                                                                   | Basteiweg 1 (Karte)               | 18. Jh.                                            | Obergeschoss Fachwerk, Umgebinde ausgemauert, baugeschichtlich von Bedeutung | 09223894 |
| Direkt Bild zu diesem Denkmal hochladen | Wohnhaus                                                                                    | Dr.-Crede-Steig 1 (Karte)         | 1897                                               | villenartiger Putzbau mit Rundturm, baugeschichtlich von Bedeutung, Dachüberstände. | 09223909 |
| Weitere Bilder                          | Bahnhof Kurort Rathen                                                                       | Elbweg 1 (Karte)                  | 1905                                               | Empfangsgebäude mit Brunnen mit Sandsteinwandung, hölzerne Bahnsteigüberdachungen und Unterführung mit überdachtem Abgang, dazu ehem. Schrankenwärterhaus – vielteiliger Putzbau mit Bruchsteinsockel und Schmuckfachwerk, baugeschichtlich und eisenbahngeschichtlich von Bedeutung. | 09223896 |
|                                         | Wohnstallhaus „Lindenhof“                                                                   | Elbweg 4 (Karte)                  | 2. Hälfte 19. Jh., später verändert                | Wohnstallhaus eines ehem. Dreiseithofes mit Hofmauer, Toreinfahrt und Pforte – Obergeschoss Fachwerk, baugeschichtlich von Bedeutung. | 09223897 |
| Direkt Bild zu diesem Denkmal hochladen | Wohnstallhaus, Scheune und Schuppen sowie Brunnen und drei Sandsteinbänke eines Bauernhofes | Elbweg 23; 25 (Karte)             | bez. 1786                                          | Wohnstallhaus Obergeschoss Fachwerk verbrettert, Korbbogentür im Schlussstein bezeichnet, baugeschichtlich und wirtschaftsgeschichtlich von Bedeutung. | 09223900 |
| Direkt Bild zu diesem Denkmal hochladen | Wohnstallhaus                                                                               | Elbweg 27 (Karte)                 | bez. 1824                                          | Wohnstallhaus und winkelförmiges Seitengebäude (ohne östlichen Anbau) eines Bauernhofes: Wohnstallhaus Obergeschoss Fachwerk, Korbbogentür bezeichnet, baugeschichtlich und wirtschaftsgeschichtlich von Bedeutung. | 09223901 |
|                                         | Wegestein                                                                                   | Elbweg 27 (bei) (Karte)           | 19. Jh.                                            | verkehrsgeschichtlich von Bedeutung, Sandstein. | 09223125 |
| Direkt Bild zu diesem Denkmal hochladen | Wohnstallhaus eines Bauernhofes                                                             | Elbweg 30 (Karte)                 | 2. Hälfte 19. Jh.                                  | Wohnstallhaus eines Bauernhofes, dazu zwei Torpfeiler: Wohnstallhaus Putzbau mit Satteldach, baugeschichtlich und wirtschaftsgeschichtlich von Bedeutung. | 09223903 |
| Direkt Bild zu diesem Denkmal hochladen | Wohnstallhaus und Scheune eines Zweiseithofes                                               | Elbweg 33 (Karte)                 | bez. 1885                                          | Wohnstallhaus Putzbau mit Satteldach (über der Tür bezeichnet), baugeschichtlich und wirtschaftsgeschichtlich von Bedeutung. | 09223904 |
| Direkt Bild zu diesem Denkmal hochladen | Eisenbahner-Doppelwohnhaus                                                                  | Elbweg 38; 39 (Karte)             | um 1900                                            | typischer Klinkerbau mit Satteldach, baugeschichtlich von Bedeutung | 08975859 |
| Direkt Bild zu diesem Denkmal hochladen | Eisenbahner-Doppelwohnhaus                                                                  | Elbweg 40; 41 (Karte)             | um 1900                                            | typischer Klinkerbau mit Satteldach, baugeschichtlich von Bedeutung | 08975860 |
| Direkt Bild zu diesem Denkmal hochladen | Wohnstallhaus und Scheune eines Bauernhofes                                                 | Elbweg 44; 45 (Karte)             | bez. 1827                                          | Wohnstallhaus Obergeschoss Fachwerk, Korbbogentür im Schlussstein bezeichnet, Scheune verbrettert, baugeschichtlich und wirtschaftsgeschichtlich von Bedeutung. | 09223905 |
| Direkt Bild zu diesem Denkmal hochladen | Wohnstallhaus, Seitengebäude und Scheune eines Dreiseithofes                                | Elbweg 52 (Karte)                 | bez. 1849                                          | Wohnstallhaus Obergeschoss Fachwerk verbrettert, Türsturz bezeichnet, Scheune verbrettert, Seitengebäude Obergeschoss verbrettert, verändert, baugeschichtlich und wirtschaftsgeschichtlich von Bedeutung. | 09223906 |
| Direkt Bild zu diesem Denkmal hochladen | Wohnstallhaus und Seitengebäude eines Hakenhofes                                            | Elbweg 54; 55 (Karte)             | bez. 1812                                          | Wohnstallhaus Obergeschoss Fachwerk, Korbbogentür bezeichnet und Seitengebäude, zum Teil verbrettert, baugeschichtlich und wirtschaftsgeschichtlich von Bedeutung. | 09223907 |
| Direkt Bild zu diesem Denkmal hochladen | Wohnhaus                                                                                    | Füllhölzelweg 9 (Karte)           | zwischen 1936 und 1942                             | Holzhaus der Hellerauer Werkstätten, baugeschichtlich von Bedeutung. Noch z. T. originale Fenster, Innenausstattung wahrscheinlich vollständig verloren, erster Besitzer: Kurt Rudolf Schmid, 1936 (lt. Grundbuchauszug). | 08967652 |
| Direkt Bild zu diesem Denkmal hochladen | Wohnhaus                                                                                    | Kottesteig 1 (Karte)              | 1. Hälfte 19. Jh.                                  | Obergeschoss Fachwerk, verändert, baugeschichtlich von Bedeutung | 09223872 |
| Direkt Bild zu diesem Denkmal hochladen | Eisbarriere                                                                                 | Kottesteig 2 (Karte)              | Ende 18. Jh. (Eispreller)                          | ortsgeschichtlich von Bedeutung, ca. 8 m lang, 70 cm stark, maximal 2,5 m hoch, eine Schicht vor längerer Zeit entfernt, grobe Sandsteinblöcke. | 09301597 |
| Direkt Bild zu diesem Denkmal hochladen | Wohnhaus und Stützmauer                                                                     | Kottesteig 4 (Karte)              | 1. Hälfte 19. Jh.                                  | Obergeschoss Fachwerk, Giebel verbrettert, baugeschichtlich von Bedeutung | 09223871 |
| Direkt Bild zu diesem Denkmal hochladen | Amselgrundmühle; Böhmische Mühle                                                            | Mühlenweg - (Karte)               | 18. Jh.                                            | Sägewerk eines ehem. Mühlenanwesen – zwei parallel zueinander stehende hölzerne Gebäude mit Verbinder, ortsgeschichtlich und technikgeschichtlich von Bedeutung. Dreiteiliger Gebäudekomplex (zum Teil Fachwerk), dazu Funktionsgebäude (Sägewerk) und erhöht liegendes Wohngebäude (Umgebinde mit Fachwerk, zum Teil verbrettert), alte Fenster im Umgebindehaus, an der Hofseite ein Kammrad der Schneidemühle über der Tür. | 09223877 |
| Direkt Bild zu diesem Denkmal hochladen | Wohnhaus und Gartenhaus                                                                     | Mühlenweg 3 (Karte)               | Mitte 19. Jh.                                      | Wohnhaus Obergeschoss Fachwerk, mit hölzernem Vorbau, hölzernes Gartenhaus, baugeschichtlich von Bedeutung | 09223878 |
| Direkt Bild zu diesem Denkmal hochladen | Haus Sonnenblick                                                                            | Pötzschaer Weg 1 (Karte)          | um 1900                                            | Villa mit Garten – Putzbau mit Ecktürmchen und Freitreppe, baugeschichtlich von Bedeutung. Farbglasfenster. Im Bereich nördlich der Villa noch Altbaumbestand und alte Rhododendren und Hortensien vorhanden. | 09223911 |
| Direkt Bild zu diesem Denkmal hochladen | Haus Landeck                                                                                | Pötzschaer Weg 2; 3 (Karte)       | 1896                                               | Wohnhaus, Einfriedung und zwei Gartenhäuser – villenartiges Wohnhaus Putzbau mit Schmuckfachwerk, Holzeinbauten und Türmchen, baugeschichtlich und straßenbildprägend von Bedeutung. | 09223910 |
| Direkt Bild zu diesem Denkmal hochladen | Haus Felsengrund                                                                            | Pötzschaer Weg 5 (Karte)          | lt. Auskunft 1912                                  | Diakonissenheim mit Villengarten, Gartenterrasse und Treppenanlage – erhöht gelegenes, frei stehendes Wohnhaus, baugeschichtlich und ortsgeschichtlich von Bedeutung. Garten: Gelände nach Norden hin abfallend, Zugangsweg von Norden vom Pötzschaer Weg sowie von je einer kleinen Pforte an der Ost- sowie der Nordgrenze des Gartens, der Garten wird durch verschiedene kleine Treppen erschlossen, nördlich des Hauses halbrunde Terrasse mit Stützmauern aus bossiertem Sandstein und Geländer aus ebensolchen Pfosten und Ziergittern sowie einer zweiarmige Treppe, terrassierte augenförmige Fläche östlich des Gebäudes ebenfalls mit niedrigen Stützmauern aus bossiertem Sandstein, innerhalb der Fläche wurde ein Rosskastanie (Aesculus hippocastanum) gepflanzt, weiterhin Rhododendren und Eibe (Taxus baccata). | 09223914 |
|                                         | Villa Friedensburg                                                                          | Pötzschaer Weg 7 (Karte)          | 1898                                               | Villa, Villengarten mit Gartenterrasse und Steingarten (bzw. Felsengarten) sowie Einfriedung mit Torpfeilern – pittoresker Putzbau auf Bruchsteinsockel, mit Eckturm und Schmuckfachwerk, baugeschichtlich, ortsgeschichtlich und straßenbildprägend von Bedeutung. | 09223913 |
| Direkt Bild zu diesem Denkmal hochladen | Wohnhaus                                                                                    | Trebenweg 1 (Karte)               |                                                    | Wohnhaus; Obergeschoss Fachwerk, Giebel verschiefert, baugeschichtlich von Bedeutung. | 09223884 |
| Direkt Bild zu diesem Denkmal hochladen | Wohnhaus und Stützmauer                                                                     | Wehlener Weg 13 (Karte)           | Anfang 19. Jh.                                     | Obergeschoss Fachwerk verputzt, Giebel verbrettert, baugeschichtlich von Bedeutung | 09223870 |
| Direkt Bild zu diesem Denkmal hochladen | Villa Germania                                                                              | Zum Grünbach 2 (Karte)            | 1900/1910                                          | zeittypischer Putzbau mit überhöhtem Mittelteil und Dachtürmchen, Schmuckfachwerk, baugeschichtlich von Bedeutung. Originale Dachziegel. | 09223888 |
| Direkt Bild zu diesem Denkmal hochladen | Villa Zeissig                                                                               | Zum Grünbach 3 (Karte)            | 1900/1910                                          | zeittypischer Putzbau mit Schmuckfachwerk und Ecktürmchen, reiche Dachlandschaft, baugeschichtlich von Bedeutung. Balkons, Dachüberstände. | 09223887 |
| Direkt Bild zu diesem Denkmal hochladen | Alte Schule                                                                                 | Zum Grünbach 6 (Karte)            | bez. 1875                                          | Putzbau mit Satteldach, Türgesims, baugeschichtlich und ortsgeschichtlich von Bedeutung | 09223890 |
| Direkt Bild zu diesem Denkmal hochladen | Denkmal für die Gefallenen des Ersten Weltkrieges                                           | Zum Grünbach 6 (bei) (Karte)      | nach 1918 (Kriegerdenkmal)                         | erhöht gelegen, Sandsteinquader mit Inschrifttafel und Kugelaufsatz, links und rechts Freitreppe, ortsgeschichtlich von Bedeutung | 09223889 |
| Direkt Bild zu diesem Denkmal hochladen | Wohnhaus                                                                                    | Zum Grünbach 11 (Karte)           | 1. Hälfte 19. Jh.                                  | Obergeschoss Fachwerk, baugeschichtlich von Bedeutung | 09223886 |
| Direkt Bild zu diesem Denkmal hochladen | Villa Bergwart, Haus Bergwald                                                               | Zur Kleinen Bastei 8 (Karte)      | um 1900                                            | Haus Bergwald – zeittypischer Putzbau mit Schmuckfachwerk, baugeschichtlich von Bedeutung, Dachüberstände. | 09223891 |
| Weitere Bilder                          | Sachgesamtheit Rhododendronpark Kleine Bastei mit mehreren Einzeldenkmalen und Parkanlage   | Zur kleinen Bastei 10; 11 (Karte) | 1912 (Parkanlage)                                  | Sachgesamtheit Rhododendronpark Kleine Bastei mit folgenden Einzeldenkmalen: Pension mit Gaststätte (Nr. 10) und Nebengebäude (Nr. 11) (Einzeldenkmale ID-Nr. 09223892), dazu Parkanlage mit Teich, Aussichtsplatz und bedeutendem Gehölzbestand (Gartendenkmal) – Wohnhaus des Botanikers Karl Friedrich Keydel, Obergeschoss Fachwerk, Nebengebäude sogenannte Klause, zum Teil Fachwerk, baugeschichtlich, ortsgeschichtlich und personengeschichtlich von Bedeutung. | 09304506 |
| Weitere Bilder                          | Pension mit Gaststätte und Nebengebäude (Einzeldenkmale zu ID-Nr. 09304506)                 | Zur kleinen Bastei 10; 11 (Karte) | um 1900                                            | Einzeldenkmale der Sachgesamtheit Rhododendronpark Kleine Bastei: Pension mit Gaststätte (Nr. 10) und Nebengebäude (Nr. 11) – Pension mit Gaststätte; Obergeschoss Fachwerk, war Wohnhaus des Botanikers Karl Friedrich Keydel, Nebengebäude sogenannte Klause, zum Teil Fachwerk, baugeschichtlich, ortsgeschichtlich und personengeschichtlich von Bedeutung. | 09223892 |

## Ausführliche Denkmaltexte
1. ↑  
Fährtyp nutzt zur Fortbewegung die Flussströmung aus: das Fährschiff wird von einem oberhalb der Fähranlegestelle am Flussufer befestigten Gierseil in Position gehalten und je nach Anstellwinkel der Fähre zum Strom in einem Kreisbogen zwischen den Flussufern hin- und hergetrieben, dabei handelt es sich hier im Gegensatz etwa zur Gierseilfähre Postelwitz–Krippen (ID-Nr. 09223287) nicht um ein Einrumpfboot, sondern um einen Katamaran mit zwei symmetrischen Rümpfen aus Stahl und dazwischen liegendem Tragdeck mit Steuerkabine vorne, das mehrere hundert Meter lange Gierseil hängt, an Bojen befestigt, knapp unterhalb der Wasseroberfläche und wird mittels Mastaufbau mit horizontaler Seillaufschiene über die Steuerkabine zu einer Seilwinde am Heck der Fähre geführt, die Bewegungsrichtung der Fähre zu Beginn einer Flussquerung hängt von der Stellung der beiden langen Heckruder an den Rümpfen zum Strom ab, wird ein bestimmter Anstellwinkel überschritten, läuft das Gierseil selbsttätig auf eine Seite der Seillaufschiene des Mastaufbaus und richtet nachfolgend den gesamten Schiffskörper in einem Winkel zum Strom aus, welcher damit selbst als Ruder wirkt. 

Prinzip einer Gierseilfähre erstmals 1657 von dem Niederländer Hendrick Heuck aus Nijmegen (Nimwegen) angewendet, fand erst im Zusammenhang mit der Entwicklung der Kettenschifffahrt Ende des 19./Beginn des 20. Jh. Verbreitung (herkömmliche Seilfähren mit zwischen den Ufern gespannten Seilen mussten durch Gierseilfähren, deren Längsseile nur an einem Ufer befestigt waren, ersetzt werden, da es andernfalls zur Überkreuzung der Seile und den in Flussrichtung liegenden Ketten für die Kettenschleppschiffe gekommen wäre).
2. ↑  
Villa Friedensburg – bauliche Schutzgüter 

Gebäude: Villa. Einfriedung: auf Nordseite, Zaun aus Sandsteinsockel und gusseisernen Zaunfeldern. Erschließung: Zugänge: auf Nordseite Tor mit Sandsteinpfosten. 
Wegesystem: vorhanden, im Hangbereich Serpentinenwege, zum Teil mit Treppen, Gartenausstattung: Felspartien im Felsengarten (südlicher Hang), Sitznische, kleine Stützmauern. 

Villengarten: Der südlich hinter der Villa ansteigende Hang war ursprünglich flächig mit Weymouthskiefern bewachsen, die in den letzten Jahren aufgrund starken Schiefstandes gefällt wurden, anstelle der Kiefern wurden flächig Rhododendren nachgepflanzt, wodurch sich das Gartenbild in diesem Bereich stark verändert hat. 
Vegetation:  Einzelbäume: geschnittene Linden auf westlicher Terrasse, Stieleichen (Quercus robur), Garten v. a. von Koniferen geprägt, darunter Waldkiefer (Pinus sylvestris), Weymouthskiefer (Pinus strobus), Hemlocktanne (Tsuga canadensis), Eibe (Taxus baccata), Lebensbaum (Thuja spec.). 

Hecken und Sträucher: Hainbuchenhecke (Carpinus betulus) an westlicher Terrasse, Rhododendren in Arten und Sorten.
Krautschicht: Flächige Bestände aus Farnen, Maiglöckchen und Heidekraut.
Sonstige Schutzgüter:
Bodenrelief: Gelände fällt von Süden nach Norden, wird über Terrassierungen abgefangen,
Blickbeziehung: auf die andere Elbseite, nach Rathen und zur Bastei.
3. ↑  
Bauliche Schutzgüter:
Gebäude: Wohnhaus, Nebengebäude.
Erschließung: Wegesystem: vorhanden, zum Teil wassergebundene Decke, zum Teil unbefestigte, sehr schmale, steile Wege mit Treppen. 
Gartenausstattung: Felspartien in Garten integriert. 
Wasserelemente: stark gebuchteter Teich mit Natursteinmauer eingefasst. 
Vegetation:
Einzelbäume: prägend v. a. Koniferenbestand, u. a. bestehend aus Lebensbaum (Thuja spec.), Eibe (Taxus baccata), versch. Kiefern (Pinus spec.), Hemlocktanne (Tsuga canadensis), Douglasie (Pseudotsuga menziesii), einzelne Laubgehölze u. a. Fächerahorn (Acer palmatum), Spitzahorn (Acer platanoides). 

Hecken und Sträucher: vorherrschend Rhododendren in etwa 30 Arten und Sorten, Lorbeerrosen (Kalmia spec.), verschiedene Ziersträucher.
Stauden: im Rahmen der Teichsanierung neu angelegte Staudenpflanzung rings um den Teich.
Sonstige Schutzgüter:
Bodenrelief: stark bewegt, Gelände fällt nach Nordosten.
Blickbeziehung: innerhalb der Parkanlage, Blick von der kleinen Bastei (Aussichtsplatz) auf die andere Elbseite.